# Walter Summers (Regisseur)
Walter George Thomas Summers (* 2. September 1892 in West Derby bei Liverpool, Vereinigtes Königreich; † April 1973 in London-Wandsworth) war ein britischer Theaterschaffender, Filmregisseur, Drehbuchautor und Filmproduzent.

## Leben und Wirken

### Ausbildung und Kriegseinsätze 1914–1918
Walter Summers hatte bezüglich seiner Herkunft, des Geburtsdatums (“1896”) und des Geburtsortes (“Barnstaple” in Devon) frühzeitig Legenden gebildet. Auch seine angeblich herausragende Karriere im Ersten Weltkrieg sollte sich später dank der Nachforschungen britischer Rechercheure relativieren. Der Sohn zweier Bühnendarsteller wurde frühzeitig Halbwaise und begann seine Theaterlaufbahn bereits im zarten Alter von elf Jahren am Royal Court Theatre seiner Heimatstadt Liverpool. Dort wurde er unter anderem mit der Herstellung von Requisiten betraut. Bald nahm man Summers auch auf Tourneen mit, verbürgt ist eine umfangreiche Reise mit der Operngesellschaft von Thomas Quinlan nach Australien und Südafrika. Kurz vor Kriegsausbruch 1914 drehte der US-Regisseur George Loane Tucker in England eine neue Version des beliebten Abenteuerstoffs Der Gefangene von Zenda, bei dem Summers dem Amerikaner assistierte. Im Oktober 1914 meldete sich Summers freiwillig zu den Waffen, wurde aber erst im Herbst 1915 mit dem 9. Bataillon des East Surrey Regiments nach Frankreich entsandt. In Belgien erlebte er 1916/17 die blutigen und verlustreichen Schlachten um Ypern und an der Somme. Mit einer Verwundung kehrte er im November 1918 nach England zurück. Anschließend war er kurzzeitig in Indien stationiert, ehe man Summers im April 1920 im Rang eines Leutnants endgültig ins Zivilleben entließ. Summers selbst machte keinen Hehl daraus, dass er den Krieg vermissen würde.

### Beim Stummfilm
Summers kehrte zum Film zurück und begann 1921 Drehbücher zu verfassen. 1923 legte er seine erste Filmregiearbeit vor, im Jahr darauf ermöglichte er dem jungen John Gielgud dessen erste Filmrolle. Obwohl in den meisten Genres zuhaus, ließ Summers im Stummfilm auch weiterhin die Faszination von Krieg und Schlachtengetümmel nicht los, und so fertigte er Mitte des Jahrzehnts einige Streifen an, die das Geschehen auf den europäischen Schlachtfeldern 1914 bis 1918 (Ypern, Mons) nacherzählten. Nach einer Filmbiografie zum Ruhme des einstigen britischen Seelords Horatio Nelson (1926) legte Walters Summers im Jahr darauf sein ambitioniertestes Weltkriegs-Werk vor, mit dem er zwei entscheidende Seeschlachten zwischen den Deutschen und den Briten bebilderte. Der Streifen lief unter dem Titel Die Seeschlachten bei Coronel und den Falklandinseln 1928 auch in den deutschen Kinos an und war, zumindest in Großbritannien, ein großer Kassenerfolg: Die Entstehungskosten beliefen sich auf etwa 18.000 Pfund, die Einnahmen lagen (allein im Vereinigten Königreich) bei rund 70.000 Pfund. Der Krieg sui generis, verstanden als „Großes Abenteuer“, ließ Summers auch weiterhin nicht los. An der Schwelle vom Übergang vom Stumm- zum Tonfilm brachte er mit Lost Patrol einen weiteren Kriegsfilm heraus: Diesmal stand eine britische Militäreinheit im Mittelpunkt, die auf Patrouille in Mesopotamien von einer Horde „wilder“ Araberstämme überfallen und aufgerieben wird.

### Beim Tonfilm und Rückkehr zur Armee
Anfang der 1930er Jahre führte Summers eine filmische Expedition an, die ihn über Nordafrika und die Sahara bis nach Timbuktu führte. Diese Reise fand Ausdruck in einem weiteren (von der Kritik sehr schlecht aufgenommenen) Film: Timbuctoo. Summers‘ folgender Kriminalfilm The Return of Bulldog Drummond spiegelte die Haltung seines Schöpfers wider: Drummond ist ein ehemaliger Offizier, der sich im Zivilleben unwohl fühlt und den es nach neuen Abenteuern und einem Kommando in einem bewaffneten Konflikt dürstet. Konsequenterweise bemühte sich Walter Summers seit Mitte der 1930er ebenso erneut wie vergeblich darum, wieder beim britischen Militär unterzukommen. 1939 inszenierte er den Spionagethriller Traitor Spy, der sich als Vorahnung des sich anbahnenden Zweiten Weltkriegs begreifen lässt. Im selben Jahr entstand der Horrorfilm Der Würger mit Bela Lugosi in einer für sein Schaffen typischen Rolle. Als sich im September 1939 ein erneuter Waffengang zwischen Großbritannien und Deutschland abzeichnete, befand sich Walter Summers mit dem Mystery-Krimi At the Villa Rose gerade bei Dreharbeiten. Unmittelbar darauf meldete er sich erneut als Freiwilliger bei der Armee und wurde, anders als in den vergangenen Jahren, diesmal angenommen. 1946 kehrte Summers wieder zu seinem alten Vorkriegs-Arbeitsgeber Associated British Productions zurück und bereitete die offensichtlich nie realisierten Filme Evil, Be My God und So Frail a Thing vor, drehte aber nie mehr wieder einen Film: Summers schien komplett die Lust am Filmemachen verloren zu haben. Was er die kommenden Jahrzehnte stattdessen tat, ist bis zum heutigen Zeitpunkt unbekannt.
Walters Sohn Jeremy Summers trat in seine Fußstapfen und wurde ebenfalls Regisseur.

## Filmografie

### Drehbuch
- 1922: Stable Companions
- 1922: Brown Sugar
- 1922: The Faithful Heart
- 1923: Napoleon und Josefine (A Royal Divorce)
- 1923: The Knockout
- 1923: Married Love
- 1923: The Hotel Mouse
- 1923: Afterglow
- 1924: Who Is the Man?
- 1924: The Cost of Beauty
- 1924: The Unwanted
- 1925: Afraid of Love
- 1925: Ypres
- 1926: Mons
- 1926: Nelson
- 1928: Bolibar
- 1929: Chamber of Horrors
- 1929: Lost Patrol
- 1930: Raise the Roof
- 1930: Suspense
- 1930: The Man From Chicago
- 1931: The Flying Fool
- 1932: The House Opposite
- 1932: Timbuctoo
- 1934: The Warren Case
- 1934: The Return of Bulldog Drummond
- 1936: The Limping Man
- 1937: The Price of Folly
- 1937: Lucky Jade
- 1938: Queer Cargo
- 1939: Black Limelight
- 1939: Der Würger (The Dark Eyes of London)
- 1939: Traitor Spy

### Regie
- 1923: Afterglow
- 1924: Who Is the Man?
- 1924: The Cost of Beauty
- 1924: The Unwanted
- 1925: Ypres
- 1926: Mons
- 1926: Nelson
- 1927: Die Seeschlachten bei Coronel und den Falklandinseln (The Battles of Coronel and Falkland Islands)
- 1928: Bolibar
- 1929: Chamber of Horrors
- 1929: Lost Patrol
- 1930: Raise the Roof (auch Produktion)
- 1930: The Flame of Love
- 1930: Suspense (auch Produktion)
- 1931: The Flying Fool
- 1931: Men Like These
- 1932: The House Opposite (auch Produktion)
- 1932: Timbuctoo (auch Produktion)
- 1933: The Butterfly Affair
- 1934: The Warren Case
- 1934: The Return of Bulldog Drummond
- 1935: Music Hath Charms
- 1935: Royal Cavalcade
- 1936: The Limping Man (auch Produktion)
- 1937: The Price of Folly (auch nicht genannte Produktion)
- 1937: Lucky Jade
- 1938: Premiere
- 1939: Der Würger (The Dark Eyes of London)
- 1939: Traitor Spy
- 1939: At the Villa Rose